# Romans (Deux-Sèvres)
Romans és un municipi francès situat al departament de Deux-Sèvres i a la regió de la Nova Aquitània. L'any 2007 tenia 697 habitants.

## Demografia

### Població
El 2007 la població de fet de Romans era de 697 persones. Hi havia 230 famílies de les quals 28 eren unipersonals (12 homes vivint sols i 16 dones vivint soles), 66 parelles sense fills, 120 parelles amb fills i 16 famílies monoparentals amb fills.
La població ha evolucionat segons el següent gràfic:
Habitants censats

### Habitatges
El 2007 hi havia 268 habitatges, 240 eren l'habitatge principal de la família, 14 eren segones residències i 14 estaven desocupats. Tots els 266 habitatges eren cases. Dels 240 habitatges principals, 189 estaven ocupats pels seus propietaris, 49 estaven llogats i ocupats pels llogaters i 2 estaven cedits a títol gratuït; 2 tenien una cambra, 1 en tenia dues, 15 en tenien tres, 67 en tenien quatre i 155 en tenien cinc o més. 198 habitatges disposaven pel capbaix d'una plaça de pàrquing. A 71 habitatges hi havia un automòbil i a 163 n'hi havia dos o més.

### Piràmide de població
La piràmide de població per edats i sexe el 2009 era:
| Homes | Edats   | Dones |
| ----- | ------- | ----- |
| 0     | 95 o +  | 0     |
| 0     | 90 a 94 | 0     |
| 4     | 85 a 89 | 4     |
| 4     | 80 a 84 | 4     |
| 0     | 75 a 79 | 8     |
| 0     | 70 a 74 | 12    |
| 16    | 65 a 69 | 4     |
| 4     | 60 a 64 | 12    |
| 12    | 55 a 59 | 4     |
| 20    | 50 a 54 | 16    |
| 44    | 45 a 49 | 20    |
| 20    | 40 a 44 | 36    |
| 8     | 35 a 39 | 12    |
| 16    | 30 a 34 | 8     |
| 36    | 25 a 29 | 32    |
| 16    | 20 a 24 | 20    |
| 20    | 15 a 19 | 24    |
| 16    | 10 a 14 | 4     |
| 12    | 5 a 9   | 32    |
| 8     | 0 a 4   | 40    |

## Economia
El 2007 la població en edat de treballar era de 453 persones, 382 eren actives i 71 eren inactives. De les 382 persones actives 357 estaven ocupades (191 homes i 166 dones) i 25 estaven aturades (8 homes i 17 dones). De les 71 persones inactives 25 estaven jubilades, 27 estaven estudiant i 19 estaven classificades com a «altres inactius».

### Ingressos
El 2009 a Romans hi havia 251 unitats fiscals que integraven 737 persones, la mediana anual d'ingressos fiscals per persona era de 17.272 €.

### Activitats econòmiques
Dels 18 establiments que hi havia el 2007, 1 era d'una empresa de fabricació d'altres productes industrials, 3 d'empreses de construcció, 1 d'una empresa de comerç i reparació d'automòbils, 2 d'empreses d'hostatgeria i restauració, 1 d'una empresa d'informació i comunicació, 3 d'empreses immobiliàries, 4 d'empreses de serveis i 3 d'empreses classificades com a «altres activitats de serveis».
Dels 9 establiments de servei als particulars que hi havia el 2009, 1 era un taller de reparació d'automòbils i de material agrícola, 3 paletes, 1 guixaire pintor, 1 fusteria, 2 restaurants i 1 agència immobiliària.
L'any 2000 a Romans hi havia 19 explotacions agrícoles que ocupaven un total de 935 hectàrees.

## Equipaments sanitaris i escolars
El 2009 hi havia una escola elemental.

## Poblacions més properes
El següent diagrama mostra les poblacions més properes.